# Jozef Haller von Ziegesar
Jozef Haller von Ziegesar (Sint-Jans-Molenbeek, 7 november 1864 - Berlijn, 30 november 1945) was een kopstuk van het Vlaamse activisme in Brussel.

## Levensloop
Jozef Haller was de natuurlijke zoon van een mevrouw Haller. Zijn vader L. Voghelaere erkende hem niet, maar interesseerde zich toch voor hem. Toen de vader in dienst kwam bij de Duitse baron Adolf von Ziegesar, interesseerde deze zich eveneens voor de jonge man en in 1895 erkende hij hem als zijn zoon.
Haller studeerde aan het koninklijk atheneum van Gent en werd er voorzitter van het taalminnend genootschap De Heremans' Zonen. Hij ging vervolgens studeren aan de Rijksuniversiteit Luik. 
Adolf von Ziegesar was betrokken bij het tijdschrift Germania en na zijn dood in 1901 nam Haller het tijdschrift over, tot aan de verdwijning ervan in 1904.
Na eerst vanaf 1890 leraar geschiedenis en aardrijkskunde te zijn geweest in Gent, werd hij het vanaf 1905 in Brussel. Hij trad toe tot de leiding van het Nationaal Vlaamsch Verbond, de Vlaamsche Volksraad en de Vlaamsche Volkspartij. Bij de Kamerverkiezingen in 1906 leidde hij de lijst van die Vlaamse Volkspartij, zonder verkozen te worden.
Tijdens de Eerste Wereldoorlog werd hij activist. Hij werd een vertrouwensman van gouverneur-generaal Mauritz von Bissing.
In 1915 werkte hij mee aan de opmaak van een programma voor de Vereeniging van Vrienden der Vlaamsche Zaak. Toen het ministerie van wetenschappen en kunsten in 1916 splitste, werd hij in de Vlaamse administratie algemeen beheerder van de afdeling kunsten.
Bij de oprichting van de Raad van Vlaanderen in februari 1917 was hij er een van de eerste leden van.
In november 1918 week hij uit naar Berlijn en werd er hoogleraar. Hij bleef de Vlaamse problematiek volgen en erover publiceren.

## Publicatie
- Artikels in onder meer Germania en Altdeutschen Bläter.
- Rollo van Moerlande, 1895.
- Auf deutschem Vorposten. 1000 Jahre im Kampf für eigenes Wesen, 1937.